# Bolthorn
En la mitología nórdica, Bolthorn o Bölthor (en nórdico antiguo Bölþorn y Bölþur) era un Jotun, padre de Bestla y de Mímir. Era también una sub creación del Ser primigenio Ymir. De acuerdo al Hávamál, es también el padre de un gigante de nombre desconocido que enseñó a Odín nueve hechizos mágicos (galdr).